# Liste der Botschafter der Vereinigten Staaten im Tschad
Liste der Botschafter der  Vereinigten Staaten im Tschad

## Missionschefs
| Nr. | Foto           | Name                   | Amtszeit                               | Bemerkungen |
| --- | -------------- | ---------------------- | -------------------------------------- | --- |
| –   |                | Alan Lukens            | 11. August 1960 – ?                    | Geschäftsträger (chargé d’affaires) ad interim                                                                 |
| 1   |                | Wilton Blancké         | 9. Januar 1961 – 28. Mai 1961          | Botschafter in der Republik Kongo mit Mehrfachakkreditierung                                                   |
| –   | Chapin (links) | Frederic Chapin        | Januar 1961 – Mai 1961                 | ad interim |
| 2   |                | John Calhoun           | 28. Mai 1961 – 1. April 1963           | |
| 3   |                | Brewster Morris        | 12. August 1963 – 20. Januar 1967      | |
| 4   |                | Sheldon Vance          | 23. September 1967 – 9. Mai 1969       | |
| 5   |                | Terence Todman         | 21. August 1969 – 29. Juni 1972        | |
| 6   |                | Edward Mulcahy         | 6. Dezember 1972 – 23. Juni 1974       | |
| 7   |                | Edward S. Little       | 7. Dezember 1974 – 23. Februar 1976    | |
| 8   |                | William Bradford       | 15. Oktober 1976 – 19. Juni 1979       | |
| 9   |                | Donald Norland         | 17. November 1979 – 24. März 1980      | Botschaft aufgrund des Bürgerkriegs im März 1980 geschlossen                                                   |
| –   |                | John Blane             | 15. Januar 1982 – 27. Mai 1983         | Botschaft wiedereröffnet; Generalkonsul (Principal Officer) und Geschäftsträger (chargé d’affaires) ad interim |
| 10  |                | Jay Moffat             | 27. Mai 1983 – 23. Juli 1985           | |
| 11  |                | John Blane             | 2. September 1985 – 4. Oktober 1988    | |
| 12  | Pugh (rechts)  | Robert Pugh            | 15. Oktober 1988 – 15. November 1989   | |
| 13  |                | Richard Bogosian       | 4. August 1990 – 21. Juli 1993         | |
| 14  | Pope (Mitte)   | Laurence Pope          | 3. September 1993 – 26. Juni 1996      | |
| 15  |                | David Halsted          | 12. September 1996 – 6. August 1999    | |
| 16  |                | Christopher Goldthwait | 10. Oktober 1999 – 16. Januar 2004     | |
| 17  |                | Marc Wall              | 16. Juni 2004 – 7. Juli 2007           | |
| 18  |                | Louis Nigro            | 16. November 2007 – 30. September 2010 | |
| 19  |                | Mark Boulware          | 10. November 2010 – 25. Juli 2013      | |
| 20  |                | James Knight           | 6. September 2013 – 11. August 2016    | |
| 21  |                | Geeta Pasi             | 9. September 2016 – 20. September 2018 | |
| –   |                | Richard Bell           | 20. September 2018 – 18. August 2022   | Geschäftsträger (chargé d’affaires) ad interim; m. d. W. d. G. b.                                              |
| 22  |                | Alexander Laskaris     | seit 18. August 2022                   | |